# St. Leonhard (Fischhausen)

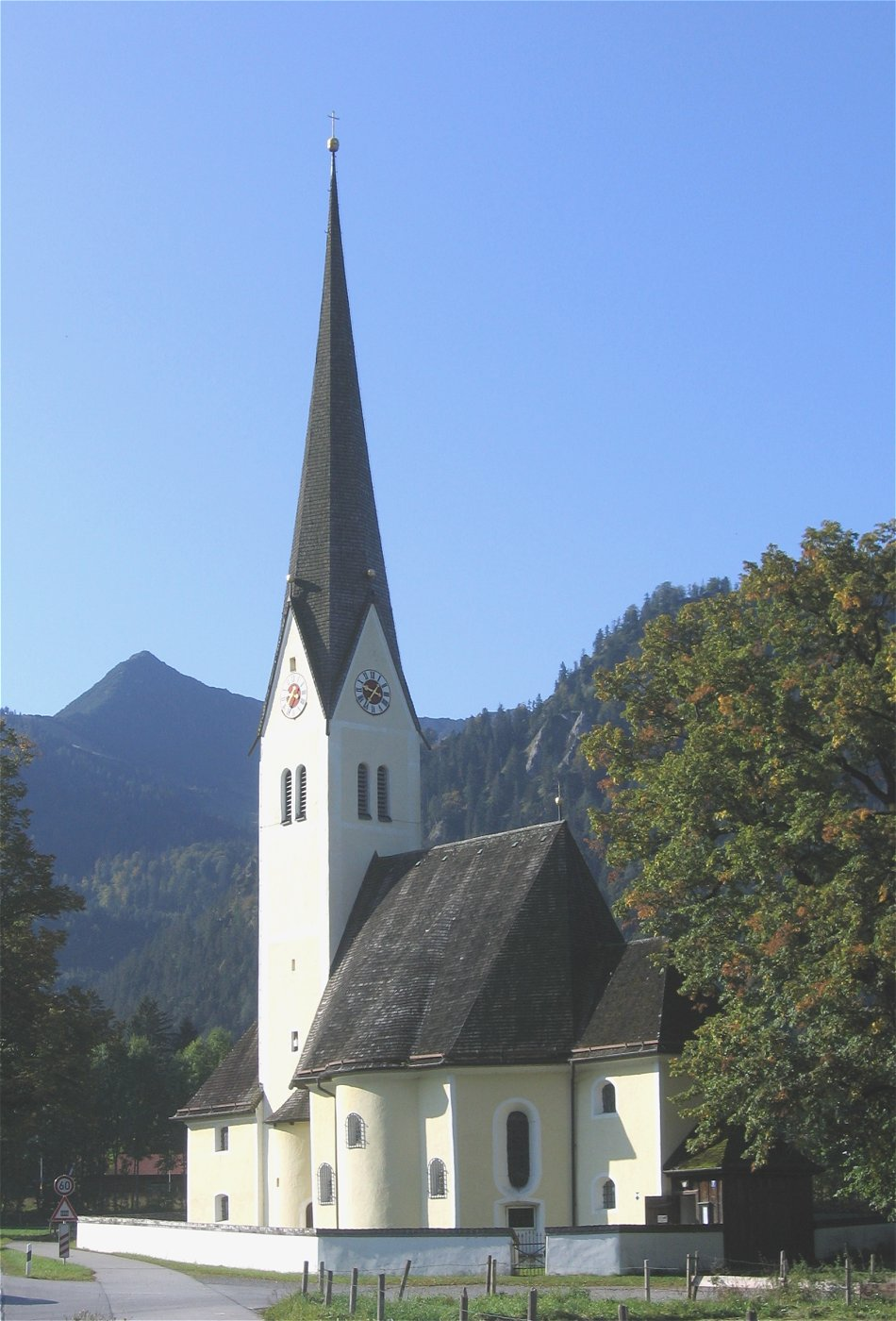
St. Leonhard in Fischhausen (2007)

St. Leonhard ist eine katholische Filial- und Wallfahrtskirche in Fischhausen, einem Ortsteil des Marktes Schliersee im oberbayerischen Landkreis Miesbach. Sie ist Filialkirche der Pfarrei St. Josef im benachbarten Ortsteil Neuhaus. Die Kirche ist dem heiligen Leonhard von Limoges geweiht. Neben ihrer reichen Stuckdekoration ist sie durch die alljährliche Leonhardifahrt bekannt. Sie ist ein geschütztes Baudenkmal.

## Geschichte
Die Leonhardskirche wurde 1651 als Ersatz für eine gotische Vorgängerkapelle errichtet. Als Erbauer gelten die Schlierseer Hans und Jörg Zwerger. Der Turm wurde auf gotischem Unterbau von 1666 bis 1668 aufgeführt. Der Innenausbau der Kirche (Barockaltäre und Stuckdekoration) währte bis 1671. Erst 1773 erfolgte der Anbau der Sakristei südlich an den Turm. 1983 wurde die Kirche instand gesetzt.

## Lage und Architektur

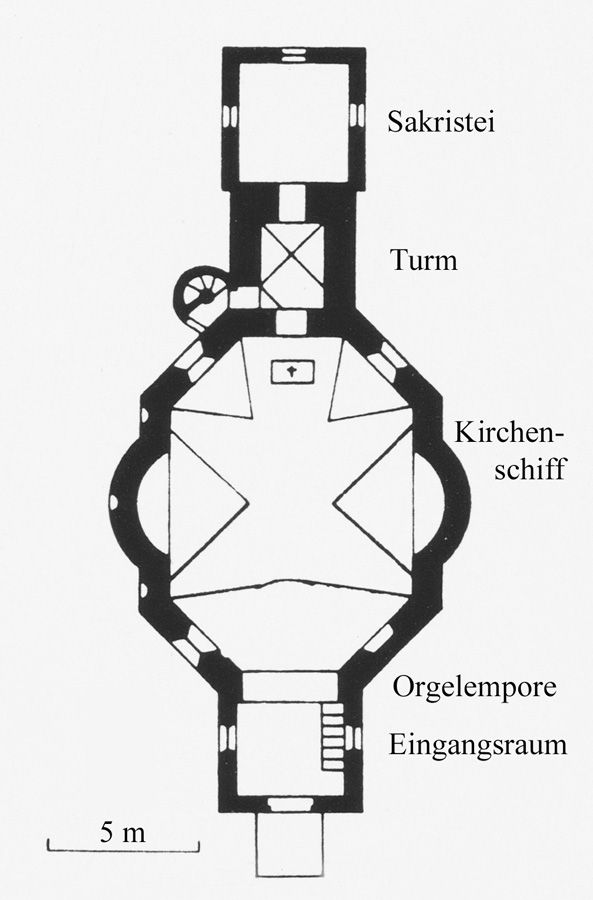
Grundriss der Kirche

St. Leonhard liegt an der Bundesstraße 307 etwa 700 Meter südöstlich des Südufers des Schliersees. Sie besitzt nicht die übliche Ostung von Kirchen, sondern ihre Achse zeigt einige Grad über Südost hinaus nach Süd. Das Kirchengelände ist von einer schindelgedeckten Mauer umgeben.
Den Hauptraum bildet ein gestrecktes Achteck, das durch segmentbogige Querapsiden verbreitert wird. Der quadratische Turm besitzt einen achteckigen Spitzhelm. Durch das Erdgeschoss des Turmes führt der Zugang zur Sakristei. Deshalb ist zum Erreichen der Turmtreppe noch ein halbrundes Außentürmchen angebracht. Der Zugang zur Kirche erfolgt über die Nordwestseite durch einen quadratischen Eingangsraum. Von diesem aus erreicht man die Orgelempore.
Die Dächer des Gebäudes sind mit Holzschindeln gedeckt, die verputzten Wände hellgelb gestrichen und weiß abgesetzt.
Obwohl die Turmform gotisch ist, weist die geschwungene Linienführung des Baukörpers auf das frühe bayrische Barock. Der Legende nach habe sich Johann Baptist Zimmermann, der an St. Sixtus in Schliersee gearbeitet hat und damit St. Leonhard kannte, von St. Leonhard zu seiner Wieskirche anregen lassen.

## Ausstattung
Der Hauptaltar und die zwei Seitenaltäre der Leonhardkirche zeigen klassischen barocken Retabelaufbau mit goldgeschmückter schwarzer Fassung aus Ebenholzimitat. Die Mitteltafel des Hauptaltars zeigt die Fürbitte des heiligen Leonhard, flankiert von Statuen der „Wetterheiligen“ Johannes und Paulus. Im Oberbild ist die Krönung Mariens dargestellt.

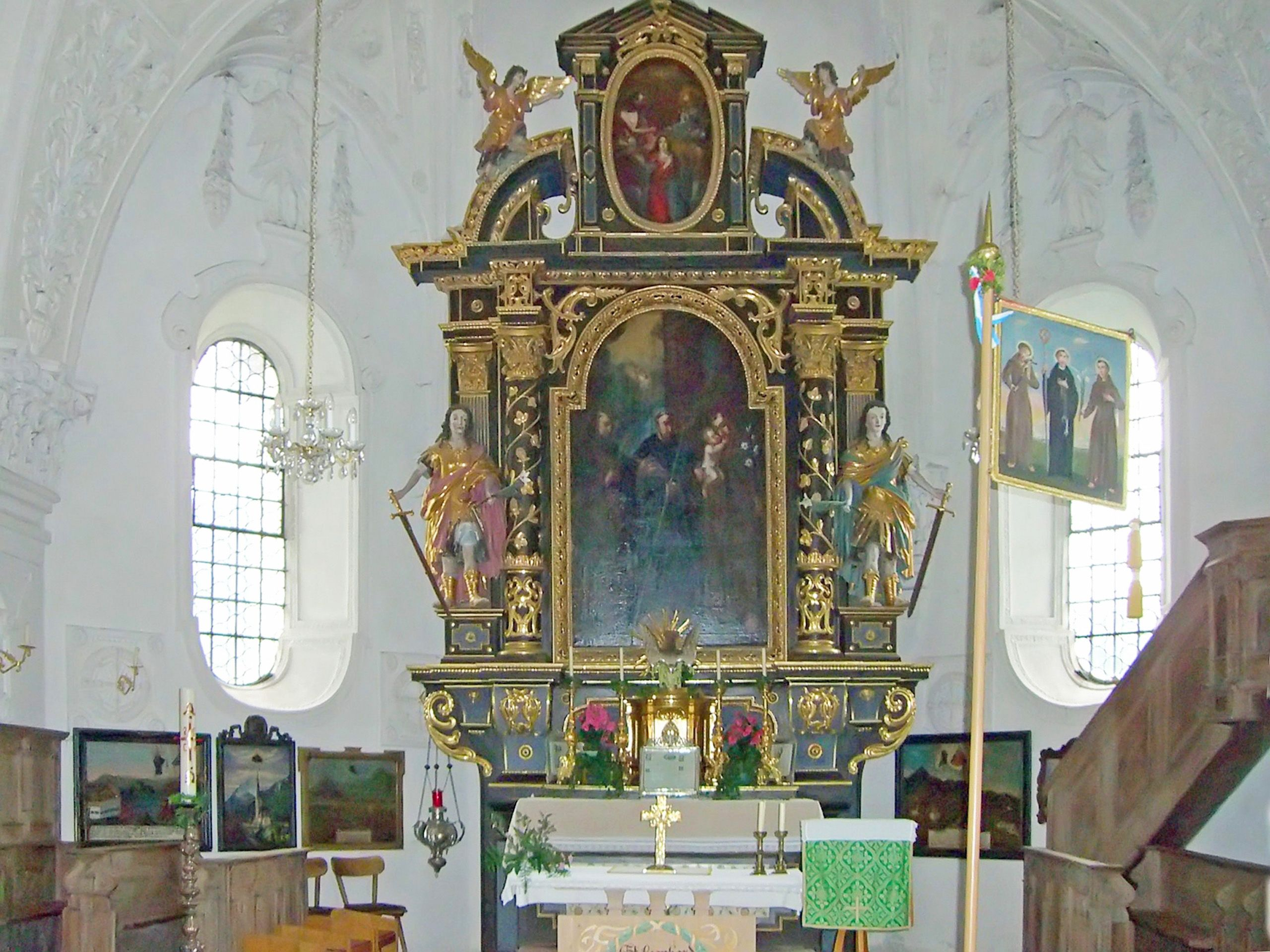
Hauptaltar (2009)
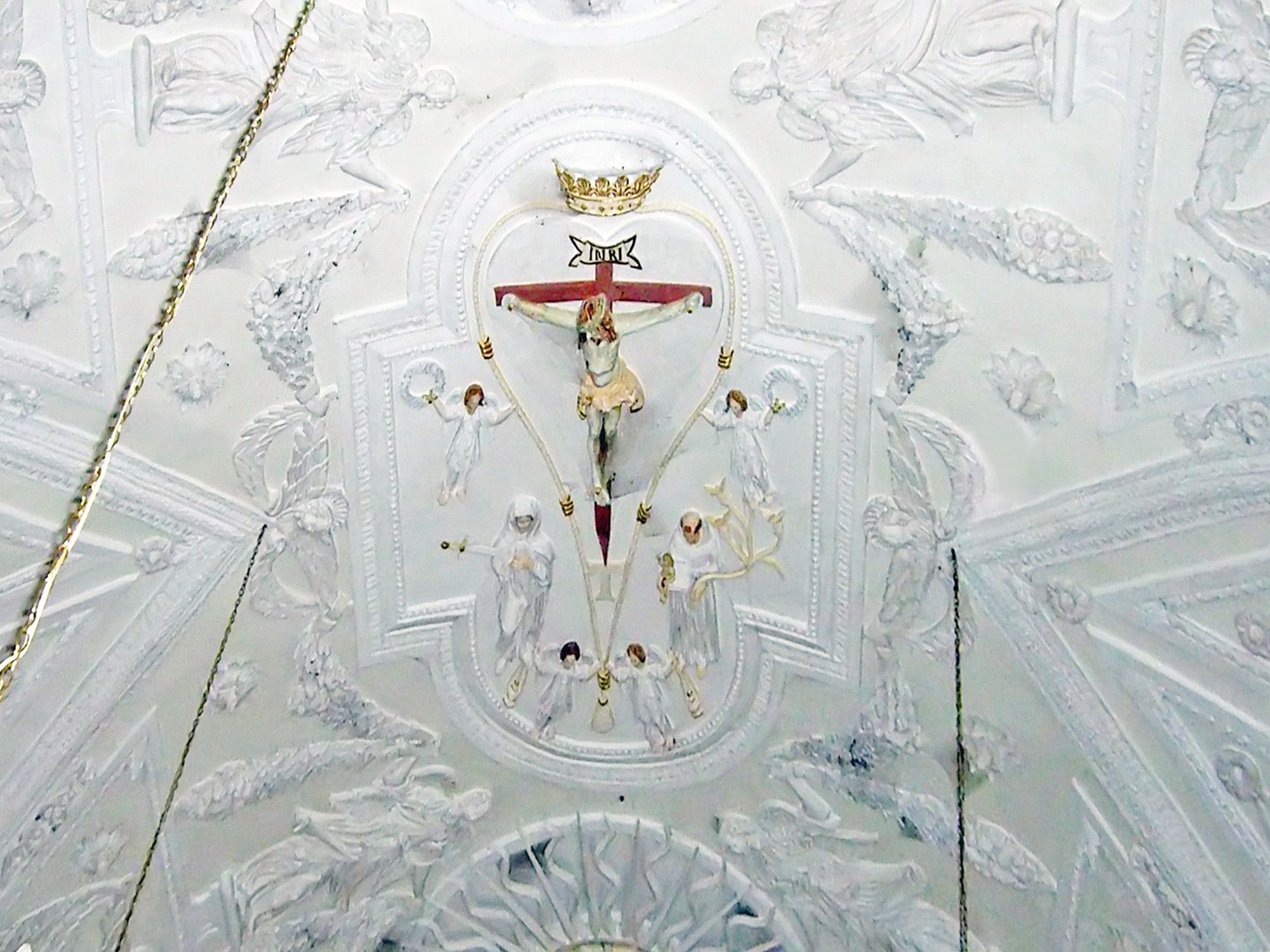
Stuckdekoration der Kirchendecke (2009)

Der linke Seitenaltar enthält eine thronende Muttergottes. etwa aus dem Jahre 1500, die wahrscheinlich aus der Vorgängerkapelle stammt, und der rechte ist dem Drachenbezwinger Georg gewidmet.
Äußerst beeindruckend sind die von Schlierseer Stuckmaurern stammenden Ausgestaltungen der Wände und des Gewölbes der Kirche. Neben floralen und geometrischen Gestaltungselementen beeindrucken um ein Kreuz Christi im Gewölbezentrum die Gestalten von Maria und des Antonius von Padua sowie die von Engeln. Sie sind zum Teil farbig gestaltet.
Die einmanualige Orgel stammt von 1743.

## Leonhardifahrt
Jedes Jahr führt am 6. November (Leonhardstag) bzw. dem nächstgelegenen Sonntag eine feierliche Wallfahrt, die Leonhardifahrt, von der Ortsmitte von Schliersee (Bahnhof) entlang des Schliersees zur Leonhardskirche in Fischhausen. Der heilige Leonhard gilt in Bayern als Schutzpatron des Viehs, insbesondere der Pferde. Nach der alten Bauernregel „Nach der vielen Arbeit Schwere, an Leonhardi die Rösser ehre“ bilden seit dem 17. Jahrhundert festlich geschmückte Pferdewagen und Reiter in Tracht den Zug. Nach einem Gottesdienst im Freien werden die Pferde und die Wallfahrtsteilnehmer gesegnet.